# Thymus boissieri
Thymus boissieri — вид рослин родини глухокропивові (Lamiaceae), поширений у Греції, Албанії, колишній Югославії.

## Поширення
Поширення: Албанія, Греція, колишня Югославія.